# Apamea ampliata
Apamea ampliata là một loài bướm đêm trong họ Noctuidae.